# Scenbuddism
Scenbuddism är det svenska rockreggaebandet Dag Vags andra album, utgivet i november 1979. Det är ett livealbum, inspelat under konserter på Mariahissen (Stockholm), Brunnsparken (Örebro) och Errols (Göteborg) under gruppens turné i september 1979.

## Låtlista
1. "Dimma" - 3:40
2. "Tjockhult" - 4:10
3. "Egyptian Reggae" - 2:10
4. "Pär i hagen" - 5:30
5. "Veckan/Vild sak" - 3:53
6. "Fattiga & rika" - 3:10
7. "Törst" - 3:50
8. "Mot solen" - 3:37
9. "Tokna & galna" - 8:35